# Su Muhallebisi
Su Muhallebisi (dt.: Wasserpudding) ist ein türkischer Pudding. Es besteht aus Weizen- und Maisstärke, Wasser, Milch, Zucker, Rosenwasser und je nach Region auch aus Sahlep, Pistazien und Traubensirup.